# 宝塚市立宝塚中学校
宝塚市立宝塚中学校（たからづかしりつ たからづかちゅうがっこう）は、兵庫県宝塚市美座1丁目に所在する公立中学校。
通称「宝中（ほうちゅう）」。

## 沿革
- 1947年（昭和22年）4月1日 - 開校。

## 通学区域
- 大字米谷、切畑字長尾山(11番地、12番地)、小浜1丁目～5丁目、美座1丁目、2丁目、向月町、鶴の荘、寿町、三笠町、星の荘、米谷1丁目、2丁目、売布1丁目～4丁目、売布ガ丘、売布山手町、売布きよしガ丘、売布自由ガ丘、売布東の町、清荒神2丁目～5丁目、旭町2丁目、3丁目、武庫川町(5番、6番)、今里町、泉ガ丘、泉ガ丘北、中山寺3丁目、中山荘園[1]

## 通学区域が隣接している学校
- 宝塚市立安倉中学校
- 宝塚市立長尾中学校
- 宝塚市立山手台中学校
- 宝塚市立御殿山中学校
- 宝塚市立宝梅中学校
- 宝塚市立高司中学校